# NGC 1721
NGC 1721 ist eine linsenförmige Galaxie vom Hubble-Typ S0 im Sternbild Eridanus am Südsternhimmel. Sie ist schätzungsweise 196 Millionen Lichtjahre von der Milchstraße entfernt und hat einen Durchmesser von etwa 110.000 Lj.
Im selben Himmelsareal befinden sich u. a. die Galaxien NGC 1723, NGC 1725, NGC 1728.
Das Objekt wurde am 10. November 1885 von Edward Emerson Barnard entdeckt.

## NGC 1721-Gruppe (LGG 124)
| Galaxie   | Alternativname | Entfernung / Mio. Lj |
| --------- | -------------- | -------------------- |
| PGC 16324 | MCG -02-13-021 | 198                  |
| NGC 1728  | PGC 16495      | 163                  |
| NGC 1721  | PGC 16484      | 196                  |